# اریک سندبرگ
اریک سندبرگ (انگلیسی: Eric Sandberg; ۲۰ دسامبر ۱۸۸۴ – ۳ دسامبر ۱۹۶۶) قایقران اهل سوئد بود.